# Список космонавтів, пов'язаних з Україною
До списку включено космонавтів (астронавтів), які мають зв'язок з Україною — народилися (мають родинні корені), проживали або здобували освіту в Україні.

## Космонавти незалежної України
- Волков Олександр (27 травня 1948, м. Горлівка, Донецька область). У 1970 році закінчив Харківське вище військове авіаційне училище льотчиків імені С. І. Гріцевця — перший космонавт України де-факто.
- Каденюк Леонід Костянтинович — перший офіційно визнаний представник України у космосі.

## Українські радянські космонавти
- Арцебарський Анатолій (* 9 вересня 1956, смт Просяна Покровський район Дніпропетровська область)
- Береговий Георгій (*15 квітня 1921, с. Федорівка, Карлівський район, Полтавська область)
- Бондаренко Валентин, (* 16 лютого 1937, м. Харків)
- Васютін Володимир (* 8 березня 1952, м. Харків)
- Волков Олександр (27 травня 1948, м. Горлівка, Донецька область). У 1970 році закінчив Харківське вище військове авіаційне училище льотчиків імені С. І. Гріцевця.
- Добровольський Георгій (* 1 червня 1928, м. Одеса). У 1950 році закінчив Чугуївське військове льотне училище.
- Жолобов Віталій Михайлович (* 18 червня 1937 року с. Стара Збур'ївка Голопристанський район, Херсонська область. Після завершення кар'єри космонавта працював помічником генерального директора науково-виробничого об'єднання «Маяк» у м. Києві; з 1996 року працює заступником генерального директора Національного космічного агентства України у м. Києві; з 2002 року Президент Аерокосмічного товариства України.
- Кизим Леонід (*5 серпня 1941, м. Лиман, Донецька область). Протягом 1958—1963 рр. навчався у Чернігівське вище військове авіаційне училище льотчиків.
- Климук Петро (*10 липня 1942, село Томашівка, Рейхскомісаріат Україна, нині Берестейський район, Берестейська область, Білорусь). 1959 року закінчив середню школу та вступив до школи початкового навчання льотчиків у Кременчуці. Однак 1960 року школу розформували, вона була переформатована у школу для підготовки цивільних льотчиків, і П. Клімук було переведено у Чернігівське вище військове авіаційне училище льотчиків імені Ленінського комсомолу[1]. 1964 року закінчив його з відзнакою.
- Левченко Анатолій. (* 21 травня 1941, с. Основинці, Краснокутський район, Харківська область. У 1959 році Левченко став курсантом Кременчуцького вищого військового авіаційного училища льотчиків. У зв'язку з перепрофілюванням училища, А. Левченка перевели до Вищого військового авіаційного училища льотчиків, яке він закінчив в 1964 році.
- Ляхов Володимир (* 20 липня 1941, м Антрацит Ворошиловградська (нині — Луганська) область). Закінчив Харківське вище військове авіаційне училище льотчиків імені С. І. Гріцевця.
- Попов Леонід (* 31 серпня 1945, м. Олександрія Кіровоградська область). У 1968 році закінчив Чернігівське вище військове училище льотчиків з дипломом «льотчик-інженер».
- Попович Павло (* 5 жовтня 1930, м. Узин, Київська область).
- Романенко Юрій — у 1966 на відмінно закінчив Чернігівське вище військове авіаційне училище льотчиків, де залишився працювати інструктором до 1970 року.
- Філіпченко Анатолій (нар. 26 лютого 1928, село Давидівка, Острогозький повіт Воронізька губернія. 1950 року закінчив Чугуївське (Харківське) військове авіаційне училище льотчиків (ВАУЛ) і здобув кваліфікацію «військовий льотчик». 3 1971 року почесний громадянин Сум.
- Шонін Георгій (* 3 серпня 1935, м. Ровеньки, Луганська область). Дитинство провів на Одещині у м. Балта. Вступив до Одеської спецшколи ВПС, але після її розформування закінчив Єйське військово-морське ордена Леніна авіаційне училище.

## Українські радянські льотчики-космонавти, що згодом літали в космос як представники Російської Федерації
- Гідзенко Юрій (* 26 березня 1962, с. Єланець, Миколаївська область. У 1983 закінчив Харківське вище військове авіаційне училище льотчиків імені С. І. Гріцевця.
- Маленченко Юрій (*22 грудня 1961, м. Світловодськ, Кіровоградська область).
- Онуфрієнко Юрій (* 6 лютого 1961, Рясне, Харківська область).
- Циблієв Василь[ru] (* 20 лютого 1954 року, с. Оріхівка, Кримська область (нині — АР Крим)). У 1975 закінчив Харківське вище військове авіаційне училище льотчиків імені С. І. Гріцевця.

## Російські космонавти— уродженці України
- Волков Сергій (* 1 квітня 1973, Чугуїв, Харківська область).
- Олексій Зубрицький[ru] — (* 22 серпня 1992,с. Володимирівське, Запорізька область, Україна)

## Інші радянські та російські космонавти, пов'язані з Україною
- Атьков Олег — у 1966 році закінчив Херсонську середню школу № 20.[2]
- Горбатко Віктор — у 1953 році закінчив 8-му військову авіаційну школу початкового навчання льотчиків у місті Павлоград Дніпропетровської області.
- Кононенко Олег — У 1988 році закінчив Харківський авіаційний інститут ім. М. Є. Жуковского.
- Манаров Муса — дитинство провів у різних містах за місцем військової служби батька, в тому числі в селищі Клевань біля Рівного, у Харкові.
- Макаров Олег — У 1951 році закінчив середню школу № 3 м. Рівне.
- Скрипочка Олег[ru] — народився у сім'ї військовслужбовця. Певний час навчався у школі у м. Запоріжжя.

## Польські космонавти— уродженці України
- Гермашевський Мирослав (народився в с. Липники (пол. Lipniki), на території нинішнього Березнівського району Рівненщини)

## Астронавти українського походження (СШАіКанада)
- Роберта Лінн Бондар (*4.12.1945, Су Сейнт Мері, (Онтаріо, Канада). Народилася в родині етнічних українців.
- Мельник Брюс (*5.12.1949, Нью-Йорк, США). Батьки — вихідці з України.
- Джудіт Рєзнік (*5.04.1949, Акрон, Огайо, США — 28.01.1986). Батьки — вихідці з України.
- Стефанишин-Пайпер Гайді-Марія (*7.02.1963, Сент-Пол, Міннесота, США). Батьки Гайді — емігранти до Америки із Західної України.